# Seasons of Change
| Recensione | Giudizio |
| ---------- | -------- |
| AllMusic   | [ 2 ]    |

Seasons of Change è il quarto album discografico solistico di Richie Furay, pubblicato dall'etichetta discografica Myrrh Records nel 1982.

## Tracce

### LP
Lato A
1. Hallelujah – 3:32 (Richie Furay, David Diggs)
2. Endless Flight – 3:36 (Richie Furay, David Diggs)
3. Yellow Moon Rising – 6:15 (Richie Furay, Tom Stipe)
4. Seasons of Change – 3:43 (Richie Furay)
5. My Lord and My God – 3:36 (Richie Furay)

Lato B
1. Rise Up – 2:35 (Richie Furay, David Diggs)
2. Promise of Love – 4:14 (Richie Furay, Hadley Hockensmith)
3. Home to My Lord – 4:45 (Richie Furay)
4. For the Prize – 3:05 (Richie Furay, Hadley Hockensmith)
5. Through It All – 5:38 (Richie Furay, Tom Stipe)

## Musicisti
- Richie Furay - voce solista, chitarra, cori
- Hadley Hockensmith - chitarra
- Dan Ferguson - chitarra
- Paul Jackson Jr. - chitarra
- Al Perkins - chitarra pedal steel
- Jim Coile - sassofono tenore
- David Diggs - tastiere, sintetizzatore, percussioni
- Craig Cameron - concertmaster
- Dennis Belfield - basso
- Jim Keltner - batteria
- Ed Greene - batteria
- Steve Forman - percussioni
- Edie Lehmann - cori
- Marti McCall - cori
- Mary Ella Meek - cori
- Myrna Matthews - cori
- Virgil Beckham - cori

Note aggiuntive
- Richie Furay e David Diggs - produttori
- Jack Joseph Puig - assistente alla produzione
- David Diggs - arrangiamenti, conduzione musicale
- Registrazioni (e mixaggio) effettuate al Mama Jo's di Hollywood, California
- Jack Joseph Puig - ingegnere delle registrazioni e del mixaggio
- Gene Meros - secondo ingegnere delle registrazioni
- Mastering effettuato al MCA Whitney Recording Studios da Steve Hall
- Doug Dana - assistenza e preparazione musicale
- Dan Fong - foto copertina album originale
- Chris Whorf - design copertina album originale
- Richie Furay - note album originale[3]